# Ray Arcel
Ray Arcel (* 30. August 1899 in Terre Haute, Indiana; † 7. März 1994 in New York City, New York) war ein US-amerikanischer Boxtrainer.
1923 betreute Arcel seinen ersten Weltmeister, Frankie Genaro. Von 1925 bis 1934 arbeitete er im Team mit Whitey Bimstein. Zusammen coachten sie unter anderem Jackie („Kid“) Berg, Lou Brouillard und Sixto Escobar.
Arcel trainierte Barney Ross und betreute sein Jugendidol Benny Leonard bei einem Comebackversuch.
Sein erster Schwergewichtler war der irisch-amerikanische Weltmeister James J. Braddock; diesen trainierte er für den Kampf gegen Joe Louis. In der Folge bereitete er 14 von Louis’ Herausforderern vor, alle vergeblich, bis Ezzard Charles ihn 1950 endlich schlug. Abgesehen davon coachte er Tony Marino, Ceferino Garcia, Billy Soose und Tony Zale.
In den 1950er Jahren arbeitete er mit dem Sender ABC zusammen, um Boxkämpfe zu zeigen, die nicht vom International Boxing Club (IBC) der Mafia kontrolliert wurden. Im September 1953 wurde er vor einem Bostoner Hotel mit einem Bleirohr niedergeschlagen; danach trat er vorerst vom Boxsport zurück.
In den 1970er Jahren erschien er wieder auf der Bildfläche als Trainer der Panamaer Alfonso Frazer und später acht Jahre lang Roberto Durán, den er nach der enttäuschenden Aufgabe im Rematch mit Sugar Ray Leonard verließ.
Arcel beendete seine Karriere mit dem Trainieren von Schwergewichtsweltmeister Larry Holmes, den er unter anderem im berühmten Kampf gegen die „weiße Hoffnung“ Gerry Cooney 1982 betreute. Dabei wurde er von Eddie Futch unterstützt. 1991 fand er Aufnahme in die International Boxing Hall of Fame.
In dem 2016 veröffentlichten Film Hands of Stone – Fäuste aus Stein wird er von Robert De Niro dargestellt.